# Catacombes de Kom El Shoqafa
Les catacombes de Kom El Shoqafa (arabe : مقابر كوم الشقافة ; signification : « monticule d'éclats ») est un site archéologique historique situé à Alexandrie, en Égypte, considéré comme l'une des sept merveilles du Moyen Âge.
La nécropole se compose d'un ensemble de tombeaux alexandrins, de statues et d'objets archéologiques du culte funéraire pharaonique aux influences hellénistiques et romaines impériales. En raison de leur époque, de nombreuses caractéristiques des catacombes de Kom El Shoqafa regroupent des influences romaines, grecques et égyptiennes ; certaines statues sont de style égyptien, mais arborent des vêtements et une coiffure romaines. Un escalier circulaire, souvent utilisé pour transporter les corps des défunts, mène au milieu des tombes creusées dans le substrat rocheux à l'époque des empereurs antonins (IIe siècle apr. J.-C.). L'installation sert ensuite de chambre funéraire du IIe au IVe siècle, avant d'être redécouverte en 1900 lorsqu'un âne tombe accidentellement dans son puits d'accès. À ce jour, trois sarcophages ont été découverts, ainsi que d'autres restes humains et animaux ajoutés ultérieurement. On pense que les catacombes n’étaient destinées qu’à une seule et unique famille, mais on ne parvient pas à savoir pourquoi le site est agrandi pour héberger d'autres personnes.
Une autre caractéristique des catacombes est sa « salle de Caracalla », qui contient des ossements de chevaux. Cette salle était destinée aux chevaux de l'empereur Caracalla, en 215 apr. J.-C..

## Catacombes
Les catacombes portent le nom Kom El Shoqafa (arabe : مقابر كوم الشقافة), qui signifie « monticule d'éclats », étant donné que la zone contenait autrefois un monticule d'éclats de terre cuite, constitué principalement de morceaux de jarres et d'objets en argile. Ces objets étaient laissés par les visiteurs des tombeaux, qui apportaient de la nourriture et du vin pour leur consommation personnelle lors de leur visite. Cependant, ne souhaitant pas ramener ces conteneurs chez eux depuis ce lieu de décès, ils préféraient les briser. Au moment de la découverte du site, des tas de ces assiettes brisées sont retrouvés.

## Disposition

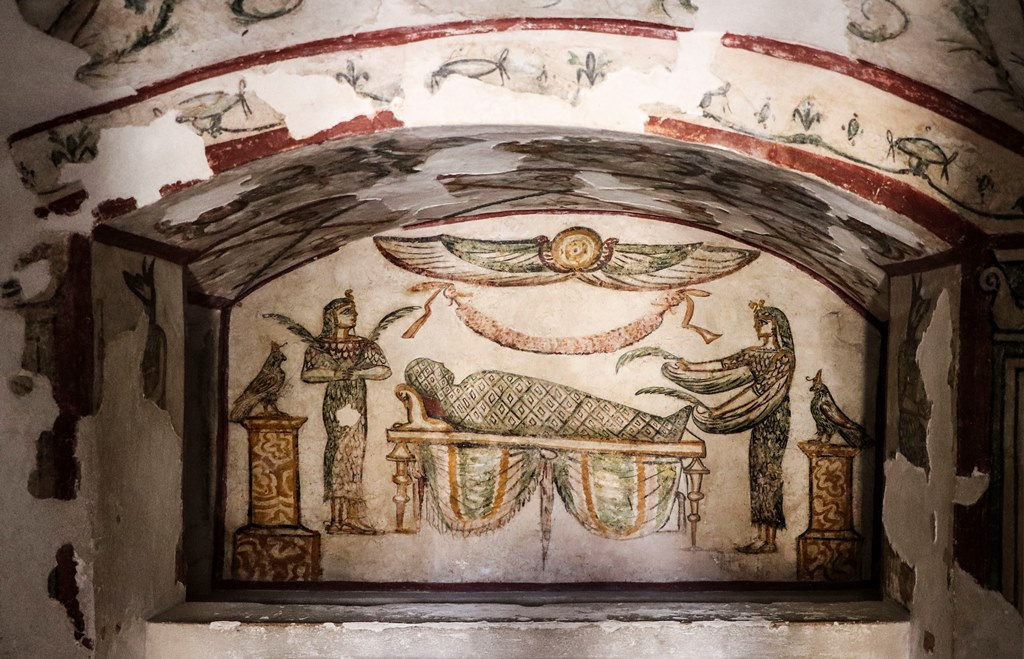
Tombeau peint.

Les catacombes se trouvent sous la nécropole occidentale d'Alexandrie et se composent de trois niveaux, creusés dans la roche solide. Le troisième niveau était complètement immergé, jusqu'aux récentes restaurations. Les catacombes disposent d'un puits central à six piliers qui donne sur le vestibule. Sur la gauche se trouve un triclinium : une salle de banquet funéraire où amis et famille se réunissent sur des canapés en pierre, recouverts de coussins, aussi bien pour des moments d'enterrement que pour de futures visites commémoratives.
Les visiteurs peuvent accéder au premier niveau en empruntant une brèche dans le mur de la rotonde, réalisée à une date inconnue. Elle mène à la « salle de Caracalla » dans laquelle ont été retrouvés des ossements de chevaux et des os humains.

## Chambre funéraire principale

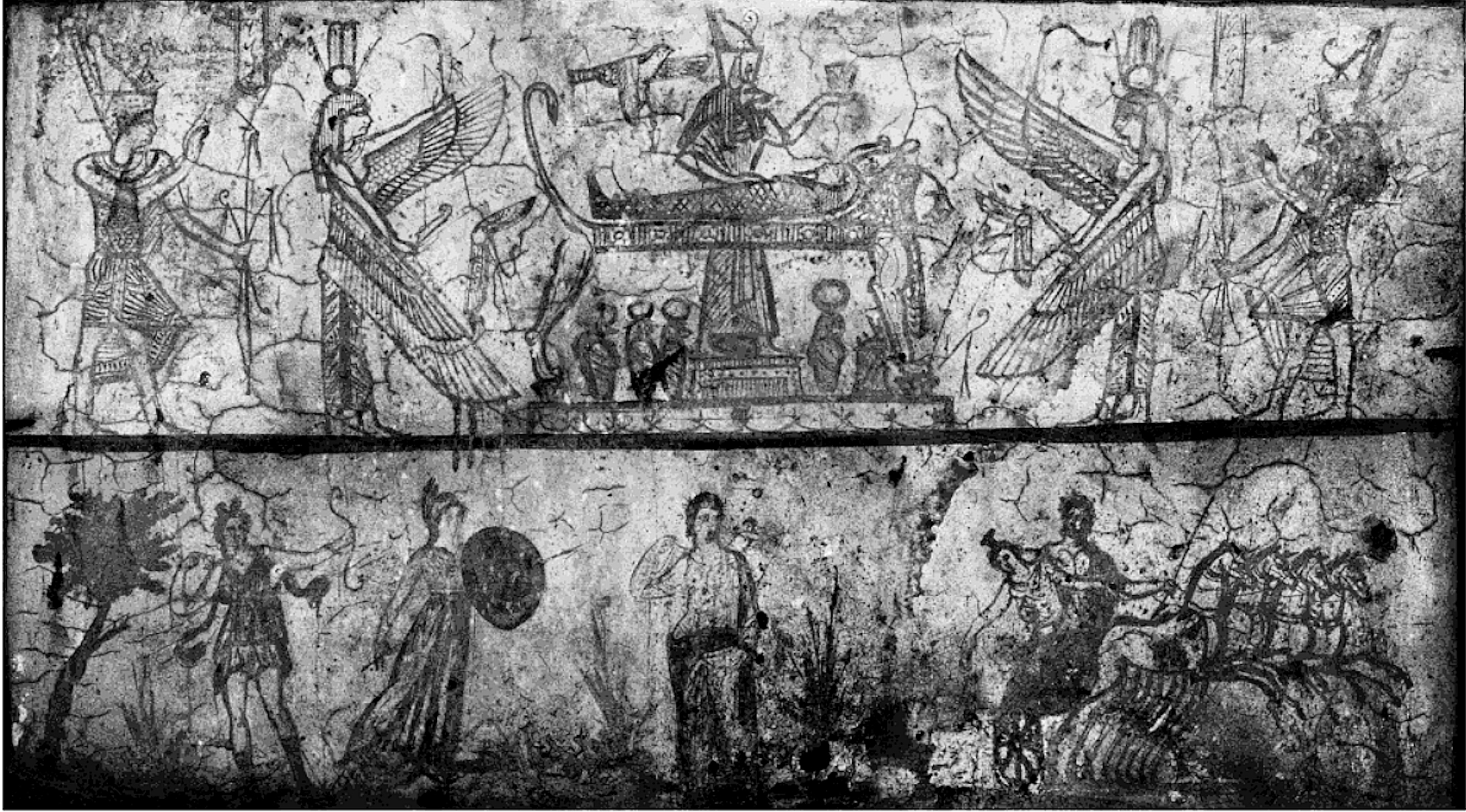
Coexistence de différents styles pour différents sujets : scène funéraire égyptienne avec Anubis, en style égyptien (en haut), et mythe de l'enlèvement de Perséphone en style grec (en bas). Tombeau de Perséphone à Kom el-Shoqafa, IIe siècle apr. notre ère.

À l'avant de la chambre funéraire se trouve une façade de temple composée de deux colonnes surmontées de feuilles de papyrus, de lotus et d'acanthe de l'Égypte antique qui soutiennent une architrave avec le relief d'un disque solaire ailé central arborant le dieu Horus. Un Agathodémon sculpté en forme de serpent accueille les visiteurs des deux côtés de l’entrée du tombeau intérieur. Chacun de ces serpent porte un caducée romain, un thyrse grec et le pschent égyptien. Chaque serpent est aussi surmonté d'un bouclier qui représente une Méduse. Les figures d'un homme et d'une femme sont gravées dans le mur. Le corps de l'homme prend une pose hiératique raide typique de la sculpture égyptienne antique, avec la tête sculptée à la manière réaliste des Hellènes classiques. La silhouette de femme prend elle aussi une pose rigide, comme celle de l'homme, mais porte cependant la coiffure romaine.
Trois énormes sarcophages de pierre dotés de couvercles inamovibles se trouvent sur les côtés de la chambre. Les corps y étaient probablement introduits par l'arrière, en empruntant un passage qui longe l'extérieur de la chambre funéraire. On retrouve un couloir comportant 91 murs de 1,5 cm de profondeur chacun dans la chambre funéraire centrale, avec des renfoncements sculptés, offrant chacun un espace funéraire assez grand pour accueillir trois momies. Les sarcophages sont décorés avec des guirlandes et des têtes de différents dieux appartenant à la mythologie grecque. Le panneau central montre Anubis à tête de loup, vêtu d'un costume de soldat romain, momifiant un corps allongé sur un lit de la forme d'un lion. Au-dessous du lit se trouvent trois vases canopes. Les panneaux latéraux montrent le taureau sacré Apis qui reçoit un cadeau.

### Galerie

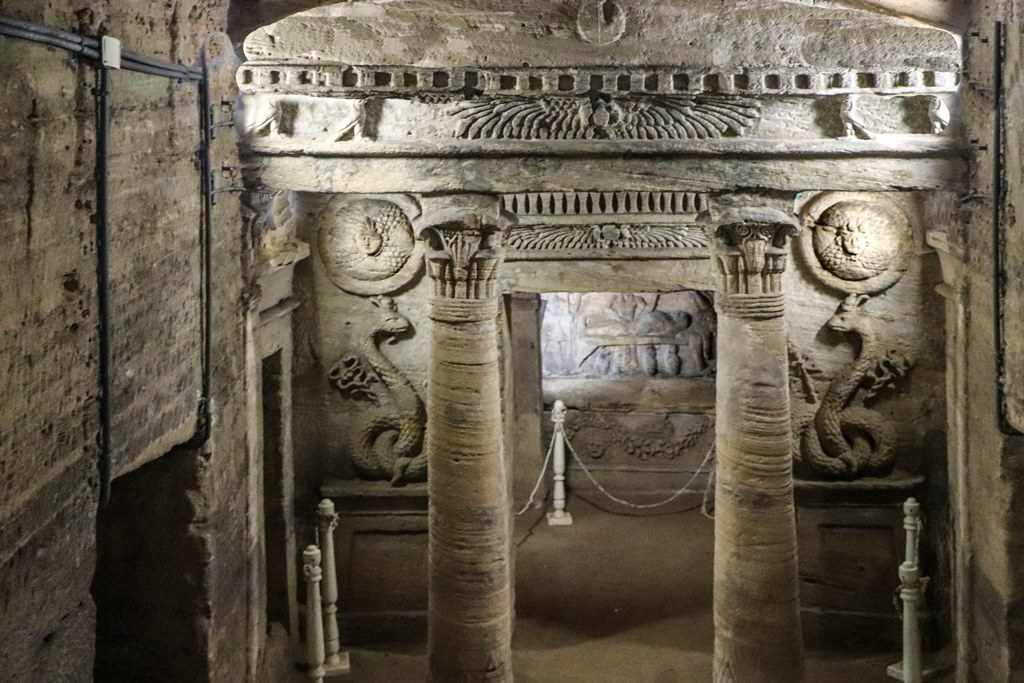
Entrée de la chambre funéraire principale.
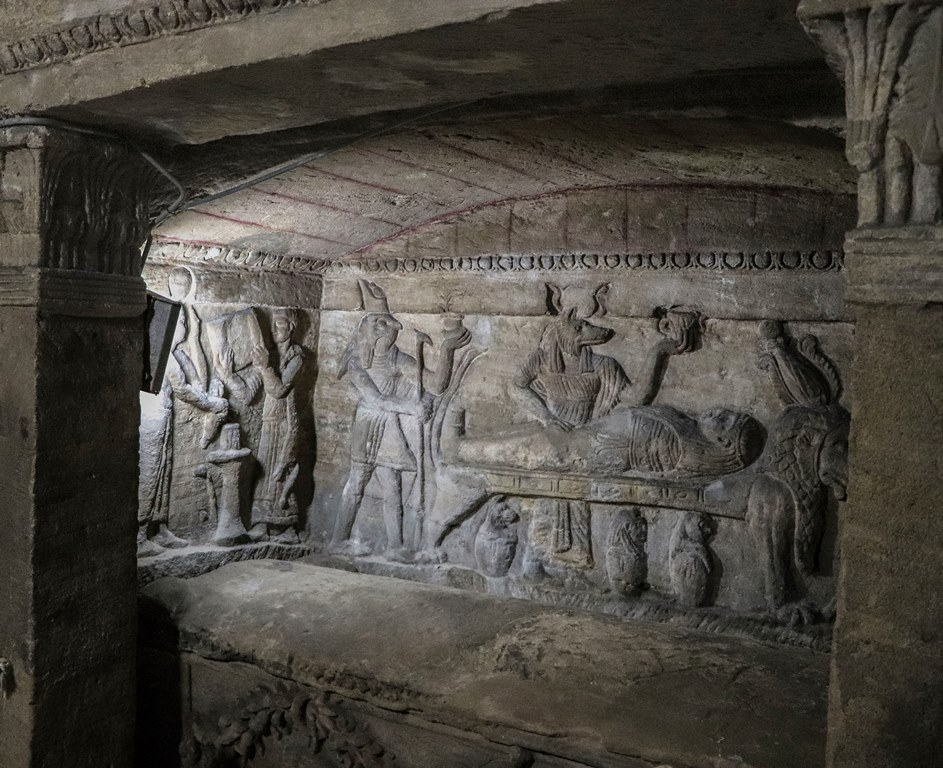
Panneau central avec Anubis momifié.
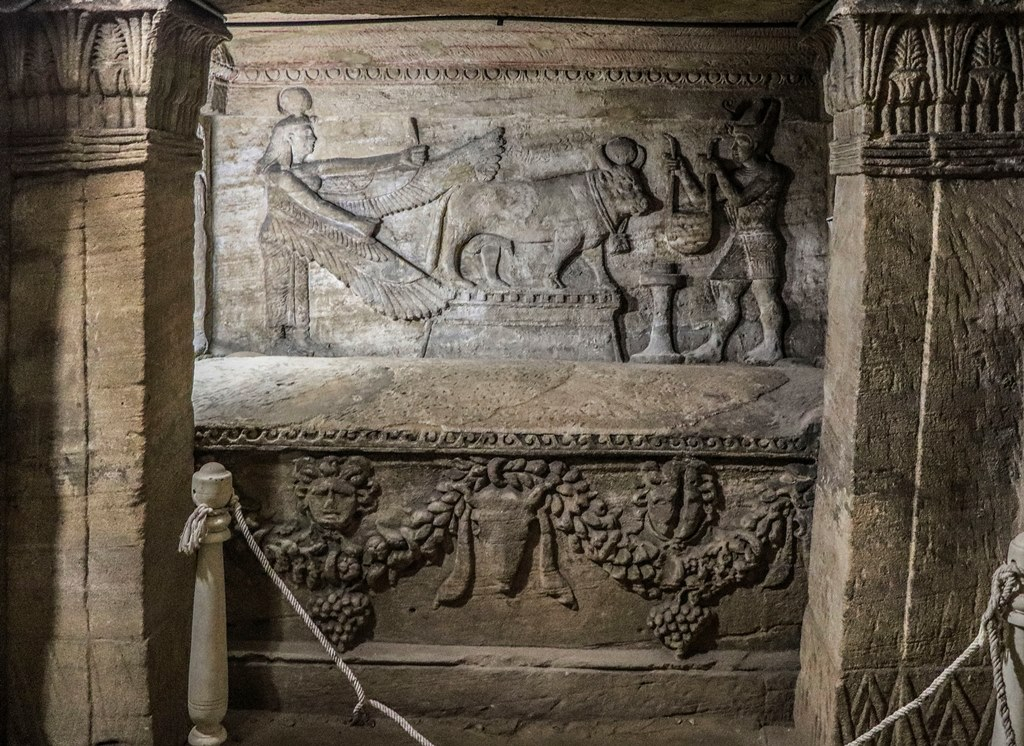
Sarcophage décoré et panneau avec Apis.